# Jakub Józef Orliński
Jakub Józef Orliński (Varšava, 8. prosinca 1990.), poljski kontratenor. 
Diplomirao na Chopinovom sveučilištu u Varšavi, nakon čega studira na prestižnoj školi Julliard te nastupa u varšavskoj Nacionalnoj dramskoj akademiji i Nacionalnoj operi. Gostovao je i u glasovitom Carnegie Hallu, kao i u Lincolnovom centru izvedbenih umjetnosti s Händelovim oratorijem Mesija. Bilježi nastupe i na Händelovom festivalu u Karlsruheu, Međunarodnom umjetničkom festivalu u Aix-en-Provenceu, a s Händelovim Rinaldom debitira u Frankfurtskoj operi. Snimio je album baroknih arija napolitanske škole pjevanja naslova »Anima Sacra«. Među nagradama ističu se prvo mjesto na Natjecanju oratorijskih solista »Lyndon Woodside« u New Yorku te pobjeda na audicijskom natjecanju Metropolitanske opere, a napose Nagrada »Gramophone« (pandan Grammyu) u Londonu.

## Vanjske poveznice
- Životopis na Warner Classics